# Semiperimetru
În geometrie, semiperimetrul unui poligon este jumătate din perimetrul său. Semiperimetrul apare adesea în formule pentru triunghiuri și alte figuri geometrice, de exemplu formula lui Heron. De obicei, în cadrul formulelor, prescurtarea pentru semiperimetru este litera s.

## Triunghiuri

În orice triunghi, semiperimetrul este egal cu distanța în jurul figurii dintr-un vârf și până în punctul determinat de cercul tangent la latura opusă punctului.

Semiperimetrul este adesea folosit pentru triunghiuri; formula pentru semiperimetrul unui triunghi cu laturile  a, b, și c este:
{\displaystyle s={\frac {a+b+c}{2}}.}